# Alfons VI de Ribagorça
Alfons VI de Ribagorça o Alfons d'Aragó i d'Escobar (1417 - 1495). Primer duc de Vilafermosa i comte de Ribagorça (1469-1485).

## Biografia
Fill morganàtic del rei Joan el sense fe i la seva, aparentment, primera esposa Leonor d'Escobar.
Entre 1443 i 1454 fou Mestre de l'Orde de Calatrava, el 1449 participà en la primera batalla que se li coneix, a Castella, contra els seus parents els Trastàmara castellans. Durant la guerra Civil navarresa va comandar les tropes de Joan el Sense Fe, vencent en 1451 en la batalla d'Oibar. El 1464 el seu pare creà per a ell el ducat de Vilafermosa, del País Valencià ((castellà) Villahermosa) Entre 1460 i 1470 va lluitar al costat del seu pare, primer a la Guerra civil catalana, lluitant en 1465 a Igualada, Barcelona i l'Empordà, i després contra els remences.
Després de la derrota reialista a la batalla de Viladamat, Joan el Sense Fe va perdre les esperances d'aconseguir una victòria ràpida a la guerra, i amb la caiguda de Sant Martí d'Empuries i poc després el castell de Begur, Girona, defensada per Alfons d'Aragó era l'últim bastió realista a la zona. Joan d'Anjou reforçava la seva autoritat davant les institucions catalanes i va reduir considerablement la intranquil·litat a la ciutat a causa de la crisi econòmica i financera. A mitjans de juny de 1468, Joan d'Anjou va creuar els Pirineus per reclutar un exèrcit de reforç que li permetés apoderar-se de, qui el 23 de maig de 1468 vencé l'host de Ferri II de Lorena, el comte de Vaudemont, que avançava cap a Sant Joan de les Abadesses. Finalment, els reforços del duc de Lorena van portar a la capitulació de Girona l'1 de juny de 1469.
El 1469 és nomenat comte de Ribagorça, succeint al seu germanastre, Ferran el Catòlic.

## Família
Es va casar amb Leonor de Sotomayor en 1477 i tingué tres fills:
- Ferran (1478-1481), mort de nen.
- Alfons II de Vilafermosa. (1479-Valladolid, 1513), II duc de Vilafermosa
- Marina d'Aragó (1485-Itàlia 1513). Casada amb Robert de Sanseverí, el seu fill Ferran de Sanseverí va succeir al seu oncle Alfons com a III duc de Vilafermosa

Va tenir fills il·legítims:
- amb Maria de Jonqueres:
  - Joan II de Ribagorça (1457), comte de Ribagorça
  - Elionor.
- amb Estenga Conejo (o Maria Sanchez Conejo):
  - Alfons d'Aragó (1455). Bisbe de Tortosa i President de la Generalitat de Catalunya.
  - Ferran d'Aragó i Conejo
- amb Catalina de Maldonado
  - Enric d'Aragó (? - 1509). Abat de Santa Maria d'Alaó.